# Valdeprados
Valdeprados est une commune de la province de Ségovie dans la communauté autonome de Castille-et-León en Espagne.

## Sites et patrimoine
- Vieux pont de pierre et de bois
- Casona de los Condes de Puñonrrostro
- Croix de pierre
- Église Santa Eulalia de Merida
- Pont de los Enamorados
- Ruines d'un village romain
- Tour de Valdeprados